# Julio César Romero
Julio César Romero Insfrán, zvaný Romerito (* 28. srpen 1960, Luque) je bývalý paraguayský fotbalista. Hrával na pozici záložníka. Je jediným Paraguaycem, kterého Pelé roku 2004 zařadil na seznam 125 nejlepších žijících fotbalistů světa, který připravil ke 100 letům FIFA. Roku 1985 byl vyhlášen nejlepším fotbalistou Jižní Ameriky. S paraguayskou fotbalovou reprezentací vyhrál roku 1979 Mistrovství Jižní Ameriky (Copa América). Hrál též na světovém šampionátu roku 1986. Za národní tým celkem odehrál 32 utkání a vstřelil 13 branek. S klubem FC Barcelona získal v sezóně 1988/89 Pohár vítězů pohárů.